# 第56回カンヌ国際映画祭
第56回カンヌ国際映画祭（だい56かいカンヌこくさいえいがさい）は、2003年5月14日から5月25日まで開催された。
オープニングはヴァンサン・ペレーズ、ペネロペ・クルス主演の『花咲ける騎士道』が上映された。また、クロージングにはチャールズ・チャップリンの名作『モダン・タイムス』が上映された。
また、コンペティション部門には日本映画が二本、黒沢清の『アカルイミライ』と河瀬直美の『沙羅双樹』の2本が出品された。

## 受賞結果
- パルム・ドール：『エレファント』（ガス・ヴァン・サント）
- グランプリ：『冬の街』（ヌリ・ビルゲ・ジェイラン）
- 審査員賞：『午後の五時』（サミラ・マフマルバフ）
- 監督賞：ガス・ヴァン・サント（『エレファント』）
- 男優賞：ムザファー・オズデミール、メメット・エミン・トプラク（『冬の街』）
- 女優賞：マリ＝ジョゼ・クローズ（『みなさん、さようなら』）
- 脚本賞：ドゥニ・アルカン（『みなさん、さようなら』）
- カメラ・ドール：クリストファー・ボウ（『恋に落ちる確率』）
- ある視点賞：『輝ける青春』（マルコ・トゥリオ・ジョルダーナ）

## 審査員

### コンペティション部門
- 審査委員長
  - パトリス・シェロー（フランス/監督）
- 審査員
  - アイシュワリヤー・ラーイ（インド/女優）
  - ダニス・タノヴィッチ（ボスニア/監督）
  - エルリ・デ・ルカ（イタリア/作家）
  - ジャン・ロシュフォール（フランス/俳優）
  - カリン・ヴィアール（フランス/女優）
  - メグ・ライアン（アメリカ/女優）
  - チアン・ウェン（中国/監督）
  - スティーヴン・ソダーバーグ（アメリカ/監督）

### ある視点部門
- 審査委員長
  - アブデラマン・シサコ（モーリタニア/監督）
- 審査員
  - カロル・ローレ（カナダ/女優）他

## 上映作品

### コンペティション部門
| 題名 原題                                         | 監督                       | 製作国                                              |
| ------------------------------------------------- | -------------------------- | --------------------------------------------------- |
| アカルイミライ                                    | 黒沢清                     | 日本                                                |
| カランジル Carandiru                              | ヘクトール・バベンコ       | ブラジル アルゼンチン                               |
| Ce jour-là (That Day)                             | ラウル・ルイス             | スイス フランス                                     |
| ドッグヴィル Dogville                             | ラース・フォン・トリアー   | デンマーク スウェーデン · ノルウェー フィンランド他 |
| エレファント Elephant                             | ガス・ヴァン・サント       | アメリカ合衆国                                      |
| 心は彼方に Il cuore altrove                       | プピ・アヴァティ           | イタリア                                            |
| リリィ La petite Lili                             | クロード・ミレール         | フランス カナダ                                     |
| Les Côtelettes                                    | ベルトラン・ブリエ         | フランス                                            |
| みなさん、さようなら Les invasions barbares       | ドゥニ・アルカン           | カナダ フランス                                     |
| かげろう Les égarés                               | アンドレ・テシネ           | フランス イギリス                                   |
| ミスティック・リバー Mystic River                 | クリント・イーストウッド   | アメリカ合衆国                                      |
| ファーザー、サン Отец и сын                       | アレクサンドル・ソクーロフ | ロシア フランス ドイツ                              |
| 午後の五時 Panj é asr                             | サミラ・マフマルバフ       | イラン フランス                                     |
| 沙羅双樹                                          | 河瀬直美                   | 日本                                                |
| スイミング・プール Swimming Pool                  | フランソワ・オゾン         | フランス イギリス                                   |
| ブラウン・バニー The Brown Bunny                  | ヴィンセント・ギャロ       | アメリカ合衆国                                      |
| The Tulse Luper Suitcases, Part 1: The Moab Story | ピーター・グリーナウェイ   | イギリス スペイン イタリア他                        |
| Tiresia                                           | ベルトラン・ボネロ         | フランス カナダ                                     |
| 冬の街 Uzak                                       | ヌリ・ビルゲ・ジェイラン   | トルコ                                              |
| パープル・バタフライ 紫蝴蝶                       | ロウ・イエ                 | 中国 フランス                                       |

### ある視点部門
| 題名 原題                                                           | 監督                                                | 製作国                     |
| ------------------------------------------------------------------- | --------------------------------------------------- | -------------------------- |
| 明日天涯 All Tomorrow's Parties                                     | ユー・リクウァイ                                    | 中国                       |
| アメリカン・スプレンダー American Splendor                          | シャリ・スプリンガー・バーマン ロバート・プルチーニ | アメリカ合衆国             |
| ストーリー・ビギンズ・アット・ジ・エンド Arimpara                   | ムラリ・ナイール                                    | インド                     |
| Er Di (Drifters)                                                    | 王小帥                                              | 台湾 中国                  |
| “男たちと共に”演技するレオ En jouant 'Dans la compagnie des hommes' | アルノー・デプレシャン                              | フランス                   |
| Hoy y mañana (Today and Tomorrow)                                   | アレハンドロ・チョムスキー                          | アルゼンチン               |
| ジャパニーズ・ストーリー Japanese Story                             | スー・ブルックス                                    | オーストラリア             |
| キス・オブ・ライフ Kiss of Life                                     | エミリー・ヤング                                    | イギリス フランス          |
| La Cruz del sur (The Southern Cross)                                | Pablo Reyero                                        | アルゼンチン               |
| 輝ける青春 La meglio gioventù                                       | マルコ・トゥリオ・ジョルダーナ                      | イタリア                   |
| Les Mains vides                                                     | Marc Recha                                          | スペイン フランス          |
| Mille mois (A Thousand Months)                                      | ファウジ・ベンセディ                                | モロッコ フランス ベルギー |
| Robinson's Crusoe                                                   | リン・チェンシン                                    | 台湾                       |
| September                                                           | Max Färberböck                                      | ドイツ                     |
| サラミスの兵士たち Soldados de Salamina                             | ダビッド・トルエバ                                  | スペイン                   |
| 陽のあたる場所から Stormviðri                                       | ソルヴェイグ・アンスパック                          | フランス アイスランド      |
| Struggle                                                            | Ruth Mader                                          | オーストリア               |
| クリムゾン・ゴールド Talaye Sorkh                                   | ジャファール・パナヒ                                | イラン                     |
| 猟人日記 Young Adam                                                 | デイヴィッド・マッケンジー                          | イギリス フランス          |

### 特別招待作品
- イージー・ライダー☆レイジング・ブル - ケネス・ボウサー（アメリカ）
- ジェームズ・キャメロンの タイタニックの秘密 - ジェームズ・キャメロン（アメリカ）
- ソウル・オブ・マン - ヴィム・ヴェンダース（アメリカ）
- タイム・オブ・ザ・ウルフ - ミヒャエル・ハネケ（フランス、ドイツ、オーストリア）
- 青の炎 - 蜷川幸雄（日本）
- 花咲ける騎士道 - ジェラール・クラヴジック（フランス）
- フォッグ・オブ・ウォー マクナマラ元米国防長官の告白 - エロール・モリス（アメリカ）
- ベルヴィル・ランデブー - シルヴァン・ショメ（フランス、カナダ、ベルギー）
- マトリックス・リローデッド - ウォシャウスキー兄弟（アメリカ）
- モダン・タイムス - チャールズ・チャップリン（アメリカ）
- チャーリー・チャップリン/ライフ・アンド・アート - リチャード・シッケル（アメリカ）
- Claude Sautet ou la magie invisible - グエン・トロン・ビン Nguyen Trong Binh（フランス）
- Il Grido d'Angoscia Dell'Uccello Predatore - 20 Tagli d'Aprile - ナンニ・モレッティ（イタリア）
- 湖畔の邸宅 - レスター・ジェームズ・ピーリス（スリランカ）
- Les Marches etc... (une comédie musicale) - ジル・ヤコブ（フランス）
- Lester James Peries, cinéaste d'un autre temps - ジュリアン・プランテュルー（フランス）
- サイレント・ホスピタル - ジル・マルション（フランス）
- S21 クメール・ルージュの虐殺者たち - リティー・パニュ（カンボジア、フランス）
- The Last Customer - ナンニ・モレッティ（イタリア）
- Vai e vem - セザル・モンテイロ（ポルトガル）